# David di Donatello 1975
La cerimonia di premiazione della 20ª edizione dei David di Donatello si è svolta il 19 luglio 1975 al teatro antico di Taormina.

## Vincitori
Migliore film
- Fatti di gente perbene, regia di Mauro Bolognini
- Gruppo di famiglia in un interno,  regia di Luchino Visconti

Miglior regista
- Dino Risi - Profumo di donna

Migliore sceneggiatura
- Age & Scarpelli - Romanzo popolare

Migliore attrice protagonista
- Mariangela Melato  - La poliziotta

Migliore attore protagonista
- Vittorio Gassman - Profumo di donna

Migliore musicista
- Piero Piccioni - Travolti da un insolito destino nell'azzurro mare d'agosto

Miglior regista straniero
- Billy Wilder - Prima pagina (The Front Page)

Migliore attrice straniera
- Liv Ullmann - Scene da un matrimonio (Scener ur ett äktenskap)

Migliore attore straniero
- Burt Lancaster - Gruppo di famiglia in un interno (ex aequo)
- Jack Lemmon - Prima pagina (The Front Page) (ex aequo)
- Walter Matthau - Prima pagina (The Front Page) (ex aequo)

Miglior film straniero
- L'inferno di cristallo (The Towering Inferno), regia di Irwin Allen

David Europeo
- Melvin Frank

David speciale
- Isabelle Adjani, per la sua interpretazione in Lo schiaffo
- Pio Angeletti e Adriano De Micheli, per i loro contributi nel cinema come produttori
- Edmondo Amati, per i suoi contributi nel cinema come produttore e distributore
- Renato Pozzetto, per il nuovo tipo di umorismo delle sue interpretazioni
- Fred Astaire, alla carriera.
- Jennifer Jones, alla carriera.